# Портрет Матвея Ивановича Платова
«Портрет Матвея Ивановича Платова» — картина Джорджа Доу и его мастерской из Военной галереи Зимнего дворца.
Картина представляет собой погрудный портрет генерала от кавалерии графа Матвея Ивановича Платова из состава Военной галереи Зимнего дворца.
Во время Отечественной войны 1812 года генерал от кавалерии Платов командовал казачьим корпусом в 1-й Западной армии, затем возглавлял арьергард соединённых армий и прикрывал отступление от Смоленска к Москве. После Бородинского сражения был отстранён от командования и состоял при армии без должности, однако вскоре получил в командование Донской казачий ополченческий корпус. За отличия в сражениях против Наполеона в конце октября 1812 года получил графский титул. В Заграничных походах 1813 и 1814 годов был во множестве сражений и за Битву народов под Лейпцигом был удостоен ордена Св. Андрея Первозванного.
Изображён в генеральском казачьем мундире, введённом в 1814 году, через плечо переброшена Андреевская лента. На шее кресты орденов Св. Георгия 3-го класса, Св. Александра Невского с алмазами, австрийского Леопольда 2-й степени, прусского Красного орла 2-й степени, Св. Иоанна Иерусалимского и именная золотая медаль в честь боя на реке Калалах в 1774 году. Справа на груди серебряная медаль «В память Отечественной войны 1812 года» на Андреевской ленте, крест австрийского Военного ордена Марии Терезии 3-й степени, звёзды орденов Св. Андрея Первозванного, Св. Георгия 2-го класса, Св. Владимира 1-й степени и портрет английского принца-регента с алмазами. Справа на фоне чуть ниже эполета подпись художника: Geo Dawe R. A. pinxt. С тыльной стороны картины надписи: Platof и Geo Dawe RA pinxt. Подпись на раме: Графъ М. И. Платовъ, Генералъ отъ Кавалерiи.
Обстоятельства создания портрета не установлены. Готовый портрет был принят в Эрмитаж 7 сентября 1825 года.
Поскольку Платов скончался в начале 1818 года, то Доу использовал для написания галерейного портрета неустановленный прототип — при жизни Платова с него было написано несколько широко известных портретов, ни один из которых не является достаточно близким к галерейному. В. М. Глинка выдвинул версию, что Доу лишь исполнил копию с портрета, написанного ещё в 1814 году в Лондоне во время визита туда Платова. В качестве аргумента в пользу этой версии он указывает на то, что на груди Платова присутствует миниатюрный наградной портрет британского принца-регента (будущего короля Георга IV), пожалованный Платову как раз во время этой поездки. Эта версия в качестве основной принята на сайте Эрмитажа. Хранитель британской живописи в Эрмитаже Е. П. Ренне считает возможным, что Доу в работе использовал популярную гравюру с портрета Я. Ромбауэра , существующую во множестве вариантов (значительная часть этих вариантов описана Д. А. Ровинским).